# المساملة (خيران المحرق)

تعديل مصدري - تعديل

المساملة هي إحدى قرى عزلة شرقي الخميسين بمديرية خيران المحرق التابعة لمحافظة حجة، بلغ تعداد سكانها 1457 نسمة حسب تعداد اليمن لعام 2004.